# Saussens
Saussens (okzitanisch gleichlautend) ist eine französische Gemeinde mit 215 Einwohnern (Stand: 1. Januar 2022) im Département Haute-Garonne in der Region Okzitanien (vor 2016 Midi-Pyrénées). Sie gehört zum Arrondissement Toulouse und zum Kanton Revel. Die Einwohner werden Saussenois genannt.

## Lage
Saussens liegt in der Landschaft Lauragais, 23 Kilometer östlich von Toulouse. In Nordosten begrenzt der Girou das Gemeindegebiet. Umgeben wird Saussens von den Nachbargemeinden Bourg-Saint-Bernard im Westen und Norden, Montcabrier im Norden und Nordosten, Bannières im Nordosten, Francarville im Osten, Prunet im Süden sowie Lanta im Südwesten.

## Bevölkerungsentwicklung
| Jahr                       | 1962 | 1968 | 1975 | 1982 | 1990 | 1999 | 2006 | 2013 | 2020 |
| Einwohner                  | 122  | 111  | 121  | 138  | 141  | 144  | 242  | 197  | 211  |
| Quellen: Cassini und INSEE |      |      |      |      |      |      |      |      |      |

## Sehenswürdigkeiten
- Kirche Notre-Dame mit Brunnen, erbaut im 14. Jahrhundert

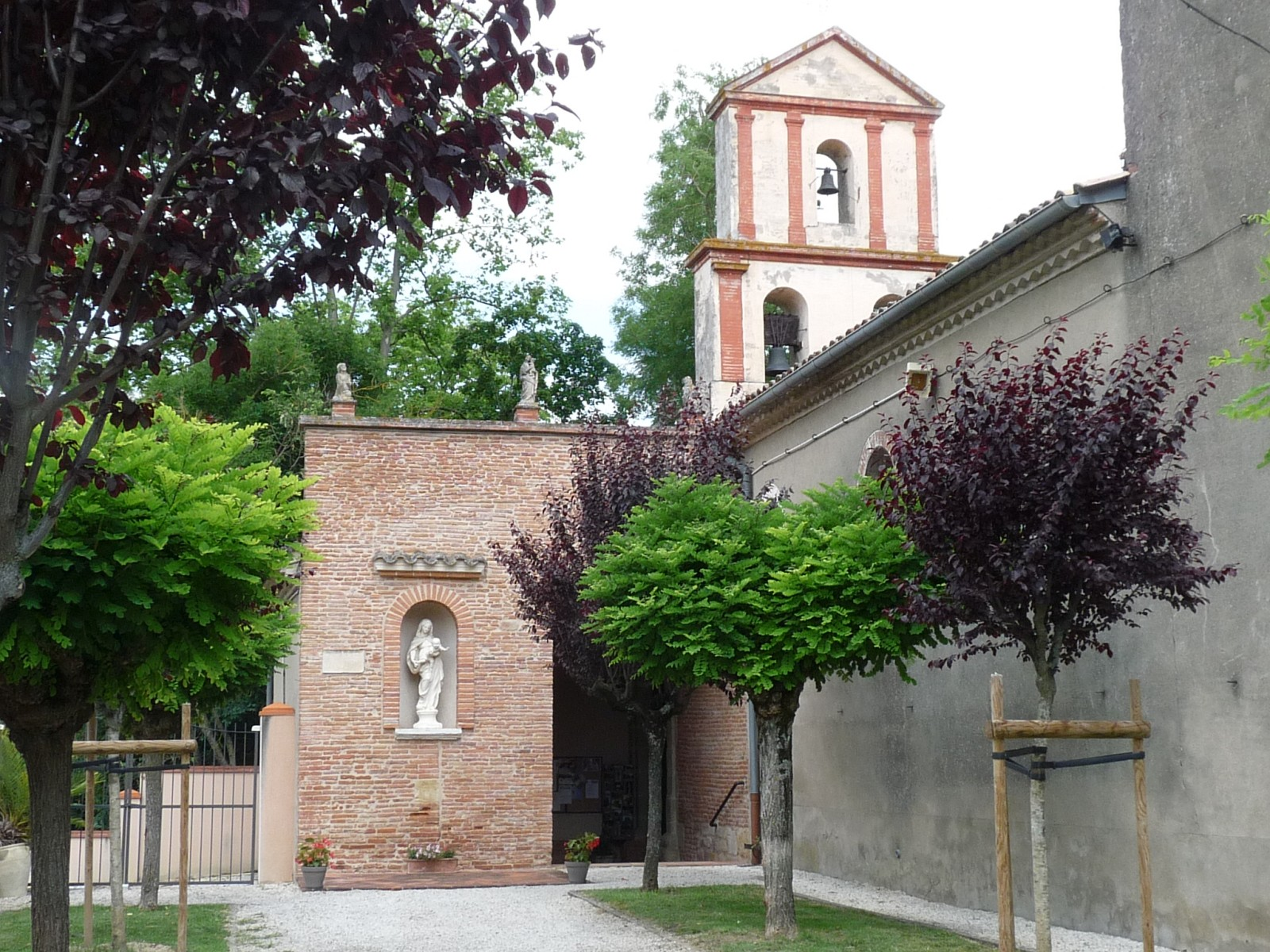
Kirche Notre-Dame

- Schloss, erbaut im 19. Jahrhundert